# Gedult von Jungenfeld

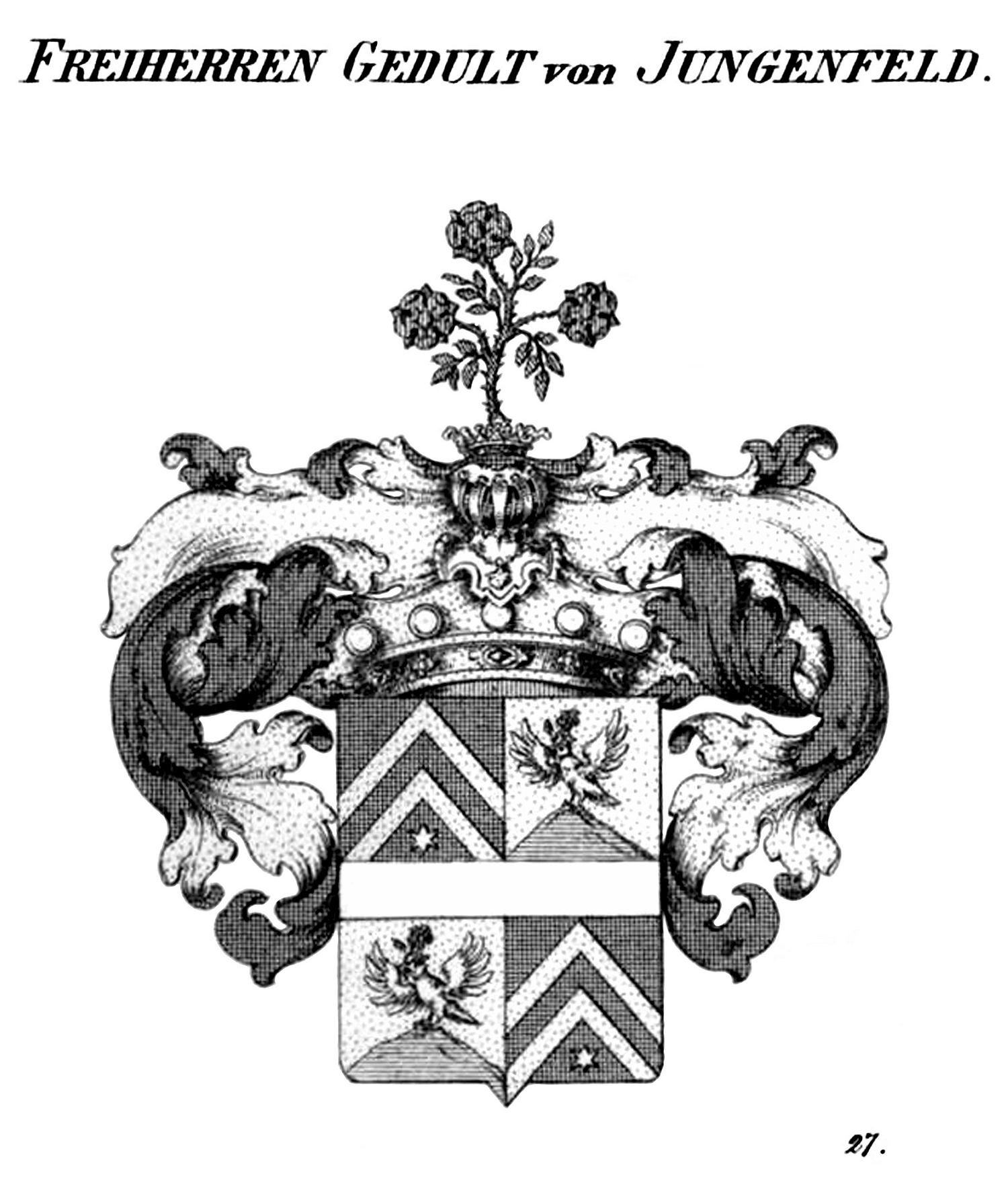
Wapen van de familie Freiherr Gedult von Jungenfeld

Gedult von Jungenfeld is oud adellijk geslacht in het ridderlijke kanton Bovenrijn, waarvan de leden voornamelijk actief waren in het gebied van Mainz. Deze familie is in 1530 tot de Duitse adel verheven door Keizer Karel V.

## Telgen
In de loop der eeuwen ontstaan er vele familietakken verspreid over Europa. De meeste nakomelingen komen uit Mainz, maar er is ook een tak uit Nederlands indie en Amerika.

## Wapen (1696)
In vieren en bedekt met een zilveren dwarsbalk, 1 en 4 in het zwart zijn twee gouden Kepers, onder begeleiding van een gouden ster, 2 en 3 in goud op een blauwe heuvel een gekroonde zilveren duif met een natuurlijke roze tak in zijn snavel. Op de helm met zwart en goud bedekt een groene tak met drie rode rozen .

## Bekende telgen

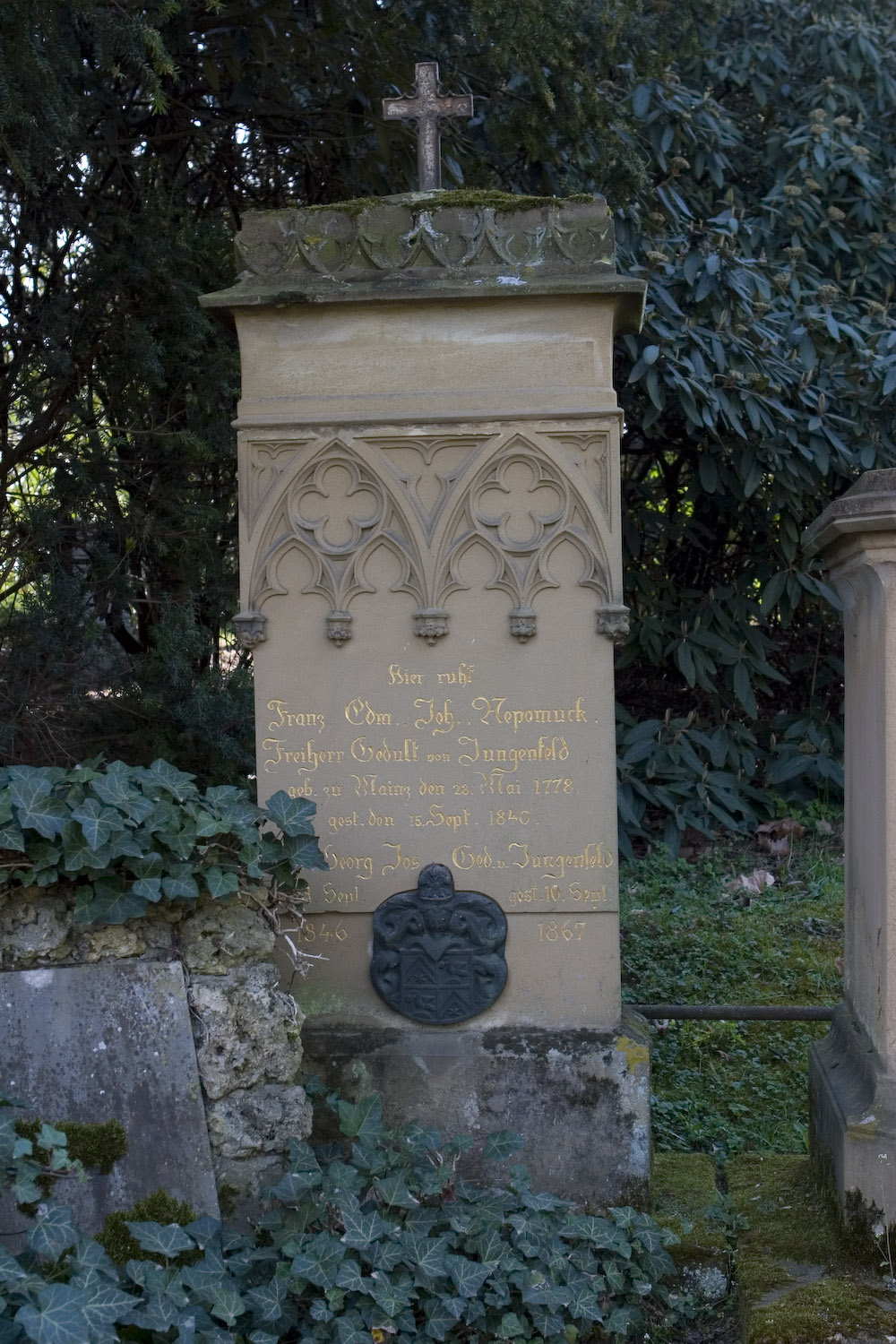
Graf van de familie Jungenfeld op de hoofdbegraafplaats in Mainz

- Johann Conrad Freiherr Gedult von Jungenfeld, postmeester in Mainz ( Kurmainz ) van 1649 tot 1697. In 1676 verwierf hij de feodale landgoederen van de uitgestorven familie "Zum Junge" in het Weisenau- district, het zogenaamde "Jungische Feld".[1][2]
- Johann Edmund Freiherr Gedult von Jungenfeld (1652–1727), decaan van St. Peterstift, Liebfrauenstift zu den Staffeln en Heiligkreuzstift. Van 1703 tot 1727 was hij hulpbisschop van het bisdom Mainz in partibus Rheni (zetel in Mainz) . Johann Edmund liet het "Jungsfeld'sche Herrenhaus" bouwen in Finthen en verwierf in 1724 de weidemolen in Flörsheim am Main . Hij heeft nog steeds een massale beurs in de kathedraal van Mainz .[3][4]
- Franz Anselm Joseph Freiherr Gedult von Jungenfeld (1773-1851), groothertogelijk Hessische kamerheer en postmeester in Mainz.[5]
- Rudolph Johann Adam Freiherr Gedult von Jungenfeld (1812-1880), Groothertogelijk Hessische Hoofdpostcommissaris en postmeester in Mainz.
- Anselm Fransz Edmund Joseph Freiherr Gedult von Jungenfeld (1845-1904), soldaat in het vrijwilligersleger van aartshertog Maximiliaan van Oostenrijk . Sergeant in het Koninklijk Nederlands-Indisch Leger van 1868 tot 1872, en handelsklerk in Batavia ( Nederlands-Indië ) en in Mainz, ridder in de Guadalupe-Orde . Kapitein van de militie in Batavia.
- Philipp Moritz Freiherr Gedult von Jungenfeld (1851-1904), ingenieur.
- Carl Rudolph Freiherr Gedult von Jungenfeld (1856-1914), hij is een van de laatste baronnen die lijfeigenschap hanteerde in zijn streek. Eigenaar van het dorp Falsztyn en eigenaar van het gebied rond Lapsz Nizne in Hongarije en tevens erfgenaam van kasteel Niedzica .
- Franz Edmund Johann Nepomuk Freiherr Gedult von Jungenfeld (1778-1840), de eerste burgemeester van Mainz na de Franse bezetting onder Napoleon
- Arnold von Jungenfeld (1810-1893), Hessische rechter en lid van de 2e Kamer van de Staten van het Groothertogdom Hessen
- Arnold Ferdinand Eduard Freiherr Gedult von Jungenfeld (* 1875), vice-president bij het hogere gerechtshof van Mainz [6] Joseph Freiherr Gedult von Jungenfeld (1812-1899), groothertogelijk Hessische kamerheer en generaal-majoor à la suit

## bronnen
1. ↑  Fritz Reidel: Das Mainzer Adelsgeschlecht Gedult von Jungenfeld über zwei Jahrhunderte im Postdienst in Archiv für Postgeschichte 1959 Heft 1
2. ↑  Das Thurn und Taxissche Erbgeneralpostmeister die Freiherren von Gedult von Jungenfeld und ihre Vorfahren als Mainzer Postbeamte 1641 - 1867. Bestallungen - Bestätigungen – Exspektanzen. Kallmünz 1981, 44 Seiten und 2 Faltblatt-Beilagen, mit 11 Tafelabbildungen. ISBN 3-7847-4055-3
3. ↑  Adam Gottron: Beiträge zur Geschichte des Mainzer Weihbischofs Johann Edmund Gedult von Jungenfeld (1652–1727) in: Archiv für mittelrheinische Kirchengeschichte 9, 1957
4. ↑  Edmund Gedult von Jungenfeld - Postmeister und Prälaten : die Geschichte der Mainzer Familie Gedult von Jungenfeld 1615 - 1851. - in: Mainzer Zeitschrift. - 87/88 (1992/93)'95, S. 269–305. - 1995.
5. ↑  Neues allgemeines Deutsches Adels-Lexicon, Band 3, S. 465 von 1861
6. ↑  Thomas Ormond: Richterwürde und Regierungstreue